# Paulo Jr.
Paulo Jr. (né Paulo Xisto Pinto Junior le 30 avril 1969 à Belo Horizonte, Brésil) est le bassiste du groupe de thrash metal Sepultura. Il a rejoint le groupe en 1985 et est, par conséquent, le membre le plus ancien de la formation. Il a reçu sa première basse, un modèle de la marque Giannini, à l'âge de quinze ans. Les musiciens qui l'ont inspiré sont Steve Harris, Geddy Lee, Geezer Butler et Gene Simmons.

## Carrière

### Sepultura
Article détaillé Sepultura.

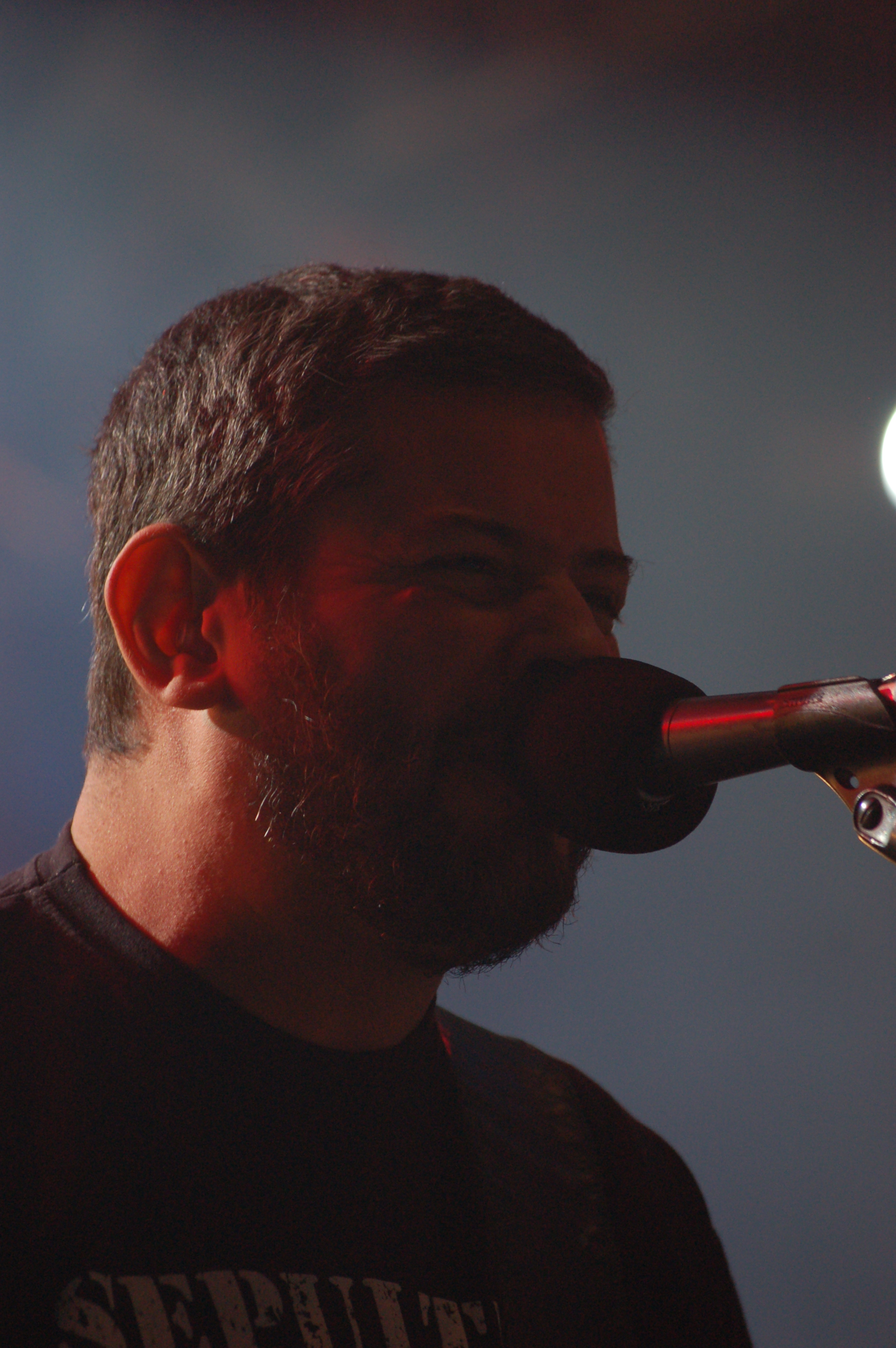
Paulo Jr. en concert au festival Metalmania 2007

Xisto a rencontré les frères Cavalera en 1984 dans le quartier de Santa Teresa à Belo Horizonte par le biais d'un ami commun. Il intègre la formation en 1985 après le départ tumultueux de  Roberto Raffan, le bassiste précédent, et joue son premier concert avec Sepultura au Ideal Club à Santa Teresa.

### The Unabomber Files
En 2009, Xisto forme The Unabomber Files avec Alan Wallace et André Márcio du groupe Eminence et Vladimir Korg du groupe Chakal. En 2013, Ils sortent un EP ainsi qu'une vidéo pour le morceau "Buried In My Bunker",.

### Contributions diverses
En plus de son implication dans des formations telles que Sepultura et The Unabomber Files Xisto a aussi enregistré des morceaux de basse pour le groupe Sayowa en 2007  et Eminence en 2013,,.

## Vie privée
Xisto a grandi dans une famille de 4 enfants, dont deux frères et une sœur. Son père était avocat. Dans un entretien Xisto a salué ses parents pour le soutien qu'ils ont apporté au groupe à ses débuts.

« L'appui des parents a été une des clés de notre succès. Nous avions une chambre vide et mes parents ont non seulement prêté l'endroit, mais aussi la voiture pour transporter le matériel et ont préparé le repas pour tout le monde quand nous étions en train de répéter. »

Ses passe-temps sont le jiujitsu et le football. Il est un fervent supporteur du club Clube Atlético Mineiro,.

### Engagement caritatif
Depuis 1999, Xisto a organisé une série annuelle de matchs de charité entre d'anciens joueurs brésiliens, des personnalités de la télévision, des musiciens et les membres du groupe. Les jeux avaient lieu au stade municipal Cifuentes Castor à Belo Horizonte. Pour assister au match les spectateurs devaient apporter un sac rempli de nourriture et les dons recueillis étaient remis à des associations caritatives locales,,.
En avril 2008 Xisto a été décoré de la Medalha da Inconfidência. Cette décoration a été créée en 1952 par le président Juscelino Kubitschek et sert à rendre hommage aux personnes qui ont contribué au développement de l'état de Minas Gerais et du pays. La cérémonie a eu lieu à Ouro Preto sous le patronage du gouverneur de Minas Gerais, Aécio Neves,.

## Équipement

### Basses
- Zon Legacy 5 cordes et Sonus 5 cordes
- Fender custom Shop 5 cordes

### Amplificateurs et Baffles
- Mesa Boogie Triaxis modifié pour basse
- Meteoro 1600
- SansAmp RB-1
- SWR
- Rocktron intellifects
- Meteoro MPX bass drive & direct
- Crown 2400
- Two Ampeg 8 x 10"
- Meteoro 8 x 10"
- Megoliath 8 x 10"

### Effets et Accessoires
- Cry Baby Bass wah
- DOD
- Cordes Fender et DR (050-130 et 045-125)
- Câbles Fender et Tecniforte

## Discographie
Sepultura
- 1985 - Bestial Devastation
- 1986 - Morbid Visions
- 1987 - Schizophrenia
- 1989 - Beneath the Remains
- 1991 - Arise
- 1993 - Chaos A.D.
- 1996 - Roots
- 1998 - Against
- 2001 - Nation
- 2002 - Revolusongs
- 2003 - Roorback
- 2006 - Dante XXI
- 2009 - A-Lex
- 2011 - Kairos
- 2013 - The Mediator Between Head and Hands Must Be the Heart
- 2017 - Machine Messiah
- 2020 - Quadra

Eminence
- 2013 - The Stalker